# Belediging
Een belediging is een krenkende uiting die iemands eer of goede naam kan aantasten.

## Definitie
Er zijn twee soorten beledigingen: de bedoelde en onbedoelde belediging (ook wel blunder, flater of faux pas genoemd). Zich beledigd voelen is dan ook een subjectieve ervaring, want niet iedereen zal zich even snel aangevallen of vernederd voelen. Ook zijn er culturele, religieuze en nationale verschillen. In een kerk ziet men het als beledigend wanneer een man een hoed ophoudt, terwijl het in een synagoge net andersom is. 
De meeste beledigingen gebeuren verbaal door scheldwoorden te gebruiken of iemand met iets negatiefs te vergelijken. Gezichtsuitdrukkingen of gebaren kunnen echter ook als belediging worden opgevat. Iets doen of juist nalaten kan ook een belediging vormen. Het negeren van een aangeboden handdruk is bijvoorbeeld in de meeste westerse landen een zware belediging. Een belediging kan door een individu worden opgevat als zodanig, maar ook door een groep. Zo kan bijvoorbeeld een groep mensen die in een bepaalde religie geloven, beledigd zijn of zich beledigd voelen door uitingen van andersdenkenden. In tegenstelling tot de persoonlijke belediging lenen echte en vermeende groepsbeledigingen zich goed voor politieke doeleinden.
Beledigingen kunnen hun doel voorbij streven wanneer het doelwit op zijn beurt de belediger voor schut zet. Nog effectiever is onverstoorbaar blijven bij de belediging. Sommige mensen gebruiken zelfspot om beledigingen voor te zijn. Anderen maken van hun negatieve bijnaam een geuzennaam.

## Situatie in Nederland
In Nederland is een hele titel in het Wetboek van Strafrecht gewijd aan de strafbare belediging. Titel XVI, met opschrift belediging, beperkt zich blijkens de wetshistorie tot eerkrenkingen die omschreven wordt als aanranding van de eer of goede naam. Het gevolg is dat alle delicten in Titel XVI tot de beledigingsdelicten horen. Zo wordt de gesmade persoon in artikel 265 de beledigde genoemd en artikel 266 stelt strafbaar elke belediging die niet het karakter van smaad of smaadschrift heeft. Naast de algemene beledigingsdelicten opgesomd in titel XVI, kent het strafwetboek ook als bijzondere beledigingsbepaling in art. 137c  de groepsbelediging. Het verschil met de algemene beledigingsdelicten ligt niet in de invulling van het begrip belediging, maar ligt besloten in de hoedanigheid van de slachtoffers of in bepaalde groepskenmerken. De artikelen 111, 112 en 113 (majesteitsschennis), 118 en 119 (belediging van een buitenlands staatshoofd of lid van de regering) zijn per 1 januari 2020 vervallen.
Bij de invoering van het nieuwe Wetboek van Strafrecht, heeft de wetgever in 1881 een onderscheid in twee basiscategorieën willen handhaven, namelijk smaad en smaadschrift (art. 261) aan de ene kant en eenvoudige belediging (art. 266) anderzijds. Eenvoudige belediging is elke belediging die geen smaad is. Laster is een gekwalificeerde vorm van smaad, waarbij de lasteraar weet dat hetgeen hij ten last van de beledigde legt niet waar is. Verder is er sprake van een strafverzwarende grond, indien kortgezegd een overheidsorgaan, ambtenaar in functie of  buitenlands staatshoofd of lid van de regering wordt beledigd (art. 267). Artikel 268 bevat een andere gekwalificeerde vorm van smaad, de lasterlijke aanklacht, terwijl art. 270 smaad tegen een overledene strafbaar stelt. Artikel 269 bepaalt dat de beledigingen uit titel XVI alleen op klacht van het slachtoffer vervolgbaar zijn, behalve een belediging tegen een overheidsorgaan of een ambtenaar in functie. Het gevolg hiervan is dat de bijzondere beledigingsdelicten buiten titel XVI ook anders dan op klacht vervolgbaar zijn. Artikel 271 bevat het verspreidingsdelict van titel XVI.
Centraal bij belediging stond in de visie van de overheid het begrip aanranding van de eer of goede naam. Het is vaste rechtspraak van de Hoge Raad dat er sprake is van belediging indien een uiting wordt gedaan die het doel heeft om een ander in een ongunstig daglicht te stellen en die persoon te raken in zijn eer of goede naam. Daarbij ziet het begrip eer voornamelijk op de krenking van iemands eigen eergevoel, terwijl de term goede naam gebruikt wordt om de vermindering van iemands eer in de ogen van anderen aan te geven.

## Situatie in België
Er wordt het onderscheid gemaakt tussen beledigingen door woorden en beledigingen door daden, geschriften, prenten of zinnebeelden. In beide gevallen moet er sprake zijn van openbaarheid of getuigen (artikel 444 Strafwetboek).
De belediging door woorden buiten de omstandigheden van openbaarheid werd eveneens bestraft. Dit artikel werd echter in 2004 afgeschaft en is dan ook niet meer strafbaar.
| Wet(boek)    | Strafwetboek |
| Artikel      | 448 |
| Omschrijving | Hij die hetzij door daden, hetzij door geschriften, prenten of zinnebeelden iemand beledigt in een van de omstandigheden in artikel 444 bepaald, wordt gestraft met gevangenisstraf van acht dagen tot twee maanden en met geldboete van zesentwintig [euro] tot vijfhonderd [euro] of met een van die straffen alleen. Met dezelfde straffen wordt gestraft hij die, in een van de omstandigheden in artikel 444 bepaald, iemand die drager is van het openbaar gezag of van de openbare macht of die met een openbare hoedanigheid is bekleed, door woorden beledigt in zijn hoedanigheid of wegens zijn bediening. |

## Soorten beledigingen

### Mondelinge beledigingen
- Scheldwoorden: hufter, kneus, mispunt, trut, kenau etc.;
  - Scheldwoorden met betrekking tot seksuele geaardheid: flikker, pot;
  - Seksueel getinte scheldwoorden: kutwijf, lul, slet, etc.;
  - Geslachtsdelen en lichaamsvloeistoffen: etter, snotneus, pisvlek, schijterd, zeikstraal, asshole (aarsgat);
  - Scheldwoorden over het uiterlijk: puistenkop, brillenjood, flapoor, kaalkop, lelijkerd, Quasimodo, bolle, vetzak, spriet, lange slungel;
  - Scheldwoorden die incompetentie suggereren: zondagsrijder, malloot klungel, sukkel, knoeier, fee-burner, geldverspiller, beunhaas;
  - Scheldwoorden die een lage intelligentie suggereren: domkop, stomkop, (rand)debiel, imbeciel, mongool, idioot, zakkenwasser;
  - Etnisch gerichte scheldwoorden: mof, tyfus-Hollander, kaaskop, Vlaams boertje, geitenneuker, spaghettivreter, tacovreter, zandneger, bleekneus, blanke neger, kut-Marokkaan, Jood;
  - Beledigingen gericht op religie of ideologie: christenhond, geitenneuker, hoofddoek;
  - Vergelijking met dieren, in het bijzonder wanneer dit dier binnen de eigen culturele invloedssfeer met negatieve connotaties is bezet: in de westerse wereld bijvoorbeeld de aap, en in de moslimwereld onreine dieren als het varken of de hond;
  - Vergelijking met bepaalde gedemoniseerde categorieën personen: fascist, nazi, pedofiel, dierenbeul, (kinder)moordenaar, fraudeur, dief, terrorist, junkie, bedrieger, valsspeler. Ook vergelijking met een gedemoniseerde man of vrouw komen vaak voor: Adolf Hitler, Marc Dutroux, Jack the Ripper, Jozef Stalin, Satan;
- Het belachelijk maken van iets wat iemand dierbaar is of waarmee hij of zij zich identificeert, zoals
  - andermans familie, met name de moeder (maternale belediging);
  - iemands religie;
  - iemands nationale trots krenken door bijvoorbeeld het land, staatshoofd of de nationale geschiedenis te beschimpen;
  - en veel andere zaken zoals geboorteplaats, onderwijsinstelling waar men gestudeerd heeft, verenigingen waar men lid van is, voetbalclub waar men supporter van is, etc.
- Iemand met een beperkt referentiekader:  kortzichtige malloot, asociale gek
- Men voegt soms een negatief geladen bijvoeglijk naamwoord toe aan een zelfstandig naamwoord of eigennaam die op zichzelf genomen niet negatief geladen is: 'vieze homo', 'vieze hetero', 'vuile moslim', 'vuile katholiek', 'rottige Marokkaan', vervelende kaaskop, 'irritante vent', 'misselijk figuur', 'achterlijke Gerrit';
- Iemand een negatieve bijnaam geven;  "De schele", "de dikzak",...
- Iemand in het gezicht uitlachen (pesten)
- Iemand ten overstaan van derden belachelijk maken of voor schut zetten. Dit is ook mogelijk zonder direct scheldwoorden te gebruiken, bijvoorbeeld door de persoon niet aan het woord te laten, te overschreeuwen, voortdurend kritiek uit te oefenen of de ander op een andere wijze publiekelijk te vernederen;
- Profaan taalgebruik en vloeken;
- Laster en smaad: iemand confronteren met onware beschuldigingen, bijvoorbeeld over overspel, misdrijven, professionele incompetentie, seksuele voorkeuren, et cetera.

### Schriftelijke beledigingen
- Het schrijven van een dreigbrief, haatbrief of hatemail;
- Het publiceren van smaad of laster, of het bewust laten uitlekken van bepaalde informatie over de beledigde;
- Het maken en publiceren van spotprenten;
- Het publiceren van foto's en andere afbeeldingen waarop een persoon in een beschamende situatie is gefotografeerd, of die digitaal bewerkt zijn om de ander te belasteren;
- Cyberpesten, iemand via het internet belachelijk maken;
- Verder kunnen de meeste bovenstaande mondelinge beledigingen ook schriftelijk worden overgebracht.

## Overige beledigingen
- Het nalaten van normale beleefdheidsrituelen, zoals het weigeren van een handdruk;
- Obscene of beledigende gebaren, zoals de middelvinger opsteken;
- Iemand in het gezicht spuwen;
- Iemand midden in een gesprek de rug toekeren;
- Ghosting, iemand opzettelijk negeren
- Het (bewust) (ver)storen van een gesprek met twee of meer deelnemers.
- Iemands (dierbare) bezittingen wegmaken, vervuilen of vernielen;
- Het vernielen, verbranden of bevuilen van iemands nationale vlag;
- Het vernielen, verbranden of bevuilen van religieuze artefacten zoals een heilig boek, religieuze kalligrafie of religieuze gebouwen;
- Moonen, het aan een ander toekeren van het eigen ontblote achterwerk;
- Het via internet of anderszins publiceren van beledigend materiaal, zoals lectuur, foto´s, computerspelletjes
- Voor moslims: iemand zijn schoenen toewerpen, zoals de Iraakse journalist Muntazer al-Zaidi dat op 14 december 2008 bij de Amerikaanse president Bush deed.
- In zeer veel culturen: met schoenen iemands huis binnen treden.

## Onbedoelde beledigingen
Beledigingen zijn pas beledigingen als de beledigde zich gekwetst voelt. Omdat mensen weliswaar kunnen anticiperen maar niet kunnen voelen wat een ander voelt, komen door miscommunicaties onbewuste en onbedoelde beledigingen voor. 
Vaak kan dit te maken hebben met cultuurverschillen, waardoor men snel de etiquette overtreedt en een faux pas begaat, bijvoorbeeld:
- Niet op producten afdingen is voor een westerling normaal. In veel landen waar afdingen gebruikelijk is wordt niet afdingen geïnterpreteerd als een weigering met iemand een gesprek te beginnen.
- Hoewel Chinezen vaak aan ronde tafels eten, hebben deze tafels wel degelijk een 'hoofd', dat voor de oudste en eerbiedwaardigste persoon gereserveerd is, namelijk de plaats tegenover de ingang of het pad waardoor de tafel genaderd wordt. Een onwetend niet-Chinees persoon die daar dus gaat zitten beledigt dus onbewust de rest van het gezelschap en in het bijzonder de persoon aan wie de plaats toekomt.
- In Nederland is het vaak gebruikelijk dat men bij het eten wacht op de oudste vrouw of de gastvrouw. In andere landen begint men met eten als het eten op tafel staat en iedereen zit. Wie dit, onbewust van de Nederlandse etiquette, in een Nederlands gezelschap doet, beledigt daarmee de tafelgenoten en oudste of gastvrouw.
- Een vrij bekend voorbeeld was de controverse over een voetbal met daarop alle afbeeldingen van de vlaggen van alle deelnemende landen aan het Wereldkampioenschap voetbal 2006. Onder deze vlaggen bevond zich ook die Saoedi-Arabië, met daarop de heilige shahadah. In de ogen van moslims betekende dit dus dat met de voet tegen een heilige tekst geschopt zou worden, wat in hun ogen beledigend was.
- De Duitse afgevaardigde die de bepalingen van het Verdrag van Versailles voor het eerst te horen kreeg van de geallieerden, stond niet op zoals de etiquette vereiste. Zelf beweerde hij dat hij vreesde flauw te vallen als hij zou opstaan omdat hij geschokt was door de zware vredesvoorwaarden. De geallieerde afgezanten zagen het als een weloverwogen belediging. Lloyd George zou Georges Clemenceau (die van woede een briefopener in tweeën brak) hebben toegefluisterd: 'Zijn ze niet allemaal zo?'
- Culturele perceptie over op tijd komen kan ook leiden tot onbedoelde beledigingen. Een Canadees kan bijvoorbeeld een Filipino uitnodigen voor een ontmoeting om 10:00 op kantoor. Voor de Canadees betekent 10:00 daadwerkelijk 10:00 stipt terwijl voor de Filipino 10:00 slechts een benadering is en eerder of later komen acceptabel is. Wanneer de Filipino om 10:20 komt is het mogelijk dat de Canadees beledigd is omdat hij 20 minuten heeft moeten wachten en andere afspraken heeft. De Filipino is op zijn beurt eveneens geïrriteerd: 'U nodigt me uit en nu heeft u opeens geen tijd?'

Verschillen in perceptie of verwachtingen of (andere) miscommunicaties kunnen er eveneens voor zorgen dat iemand zich beledigd voelt:
- Een beoordelingsgesprek bij een bedrijf waarbij de beoordeelde zich miskend voelt omdat hij bijvoorbeeld een promotie verwacht en niet krijgt, en geen genoegen neemt met de reden.
- Iemand verwacht een reactie van een persoon of organisatie maar krijgt deze niet omdat deze persoon of organisatie in beslag is genomen door iets anders. Dit kan door die persoon als negeren en daarmee als belediging worden opgevat.
- Opmerkingen, uitdrukkingen en grappen die de een niet en de ander wel als kwetsend ervaart. Een voorbeeld is het woord neger dat voor veel blanken niet maar voor sommige zwarten wel als kwetsend wordt ervaren. Een ander voorbeeld is zwarte humor: bijvoorbeeld het tappen van moppen over de Jodenvervolgingen. De verteller vindt de mop waarschijnlijk grappig, maar op de Joodse toehoorder die zijn familie in de kampen is verloren komt het kwetsend en respectloos over.

## Beledigingen als een vorm van vermaak
Spotprenten, politieke cartoons of karikaturen kunnen ook als belediging bedoeld zijn. Schrijvers of muzikanten kunnen een stuk tekst, toneelstuk, roman, spotlied schrijven om een bepaalde persoon of bevolkingsgroep voor schut te zetten of iets aan te vallen. In sommige gevallen valt dit echter onder satire of parodie en is het strafrechtelijk niet vervolgbaar. Toch zijn er gevallen bekend waarbij men bepaalde artiesten via censuur heeft proberen bestrijden. De Belgische schrijver Herman Brusselmans staat erom bekend dat hij in zijn boeken en columns regelmatig Bekende Vlamingen beledigt. In 1999 voelde modeontwerpster Ann Demeulemeester zich hierdoor zo aangevallen dat ze juridisch Brusselmans' boek, "Guggenheimer Wast Witter" uit de handel liet nemen.
In de hiphop-cultuur is het dissen van rivaliserende artiesten en bands een populaire traditie. Dit kan gebeuren door een lied op te nemen dat de concurrent in haar teksten beledigt of in een rechtstreeks duel tussen twee rappers, bijgenaamd een battle.
Er zijn ook veel komieken die graag via beledigende grappen choqueren. Meestal gebeurt dit terwijl hun doelwit niet aanwezig is, maar er zijn ook komische acts die rechtstreeks op hun doelwitten afgaan en hen hierbij zo hard proberen te pesten dat ze woedend worden. Voorbeelden zijn onder meer Triumph, Dennis the Pennis en Yucko the Clown. In de VS is er ook een traditie die roasting heet, waarbij men een ironisch hommage aan een centrale gast brengt door hem zo veel mogelijk te beledigen.

## "Recht op belediging"
Naar aanleiding van recente internationale reacties op islamkritiek en de moord op Theo van Gogh wegens vermeende beledigingen, ontbrandde er in Nederland een discussie over het zogenaamde recht op beledigen, dat wil zeggen: het recht om niet wegens belediging vervolgd te worden in geval van maatschappelijke discussies. In een toespraak in Berlijn verdedigde Ayaan Hirsi Ali dit recht met als argument dat zelfcensuur grote gevolgen kan hebben voor het democratisch bestel.
Het recht om niet vervolgd te worden wegens belediging in maatschappelijke discussies is juridisch impliciet vastgelegd in de algemene vrijheid van meningsuiting (die ook het recht omvat om kennis te nemen van meningen van anderen) die slechts in bijzondere gevallen mag worden ingeperkt. Volgens het Nederlandse Wetboek van Strafrecht is bovendien geen sprake van smaad als - kort gezegd - een kwetsende uiting een maatschappelijk doel dient. De "vrijheid van meningsuiting" is in de eerste plaats bedoeld om te beletten dat overheden, groepen of particulieren voor hen onwelgevallige openlijke kritiek belemmeren, want dat zou een democratisch bestel ondermijnen.